# HMS Kelly (F01)
Le HMS Kelly (F01) est un destroyer de classe K en service dans la Royal Navy pendant la Seconde Guerre mondiale.
Nommé d'après l'amiral de la flotte John Kelly, le Kelly est mis sur cale aux chantiers navals Hawthorn Leslie and Company de Hebburn, comté de Tyne and Wear, en date du 26 août 1937. Il est lancé le 25 octobre 1938 et mis en service le 23 août 1939 sous le commandement du capitaine de vaisseau Louis Mountbatten.

## Historique

### Début de service
Au début de la Seconde Guerre mondiale en septembre 1939, le duc et la duchesse de Windsor quittent la France, où ils vivent pour rentrer en Grande-Bretagne à bord du HMS Kelly.
Dans l'après-midi du 14 décembre 1939, le pétrolier Atheltemplar heurte une mine posée par des destroyers allemands au large de l'estuaire de la Tyne. Le Kelly et le destroyer HMS Mohawk sont envoyés pour escorter les remorqueurs de sauvetage Great Emperor, Joffre et Langton. Lors de la mission, le Kelly heurte également une mine et subit des dommages à sa coque. Il est remorqué par le Great Emperor puis par les Robert Redhead et Washington jusqu'au chantier naval Hawthorn Leslie and Company, où il est réparé pendant un peu plus de trois mois.
Moins d'un mois après son retour au service actif, le destroyer retourne en cale sèche après des avaries causées par une tempête. Les réparations s'achèvent le 28 février 1940, et deux jours plus tard, ironie du sort, il entre en collision avec le HMS Gurkha, nécessitant 8 semaines supplémentaires en cale sèche, cette fois-ci sur la Tamise. De nouveau opérationnel, le 27 avril, le Kelly fait route vers le nord pour prendre part à l'évacuation des forces alliées de Namsos.

### Campagne norvégienne

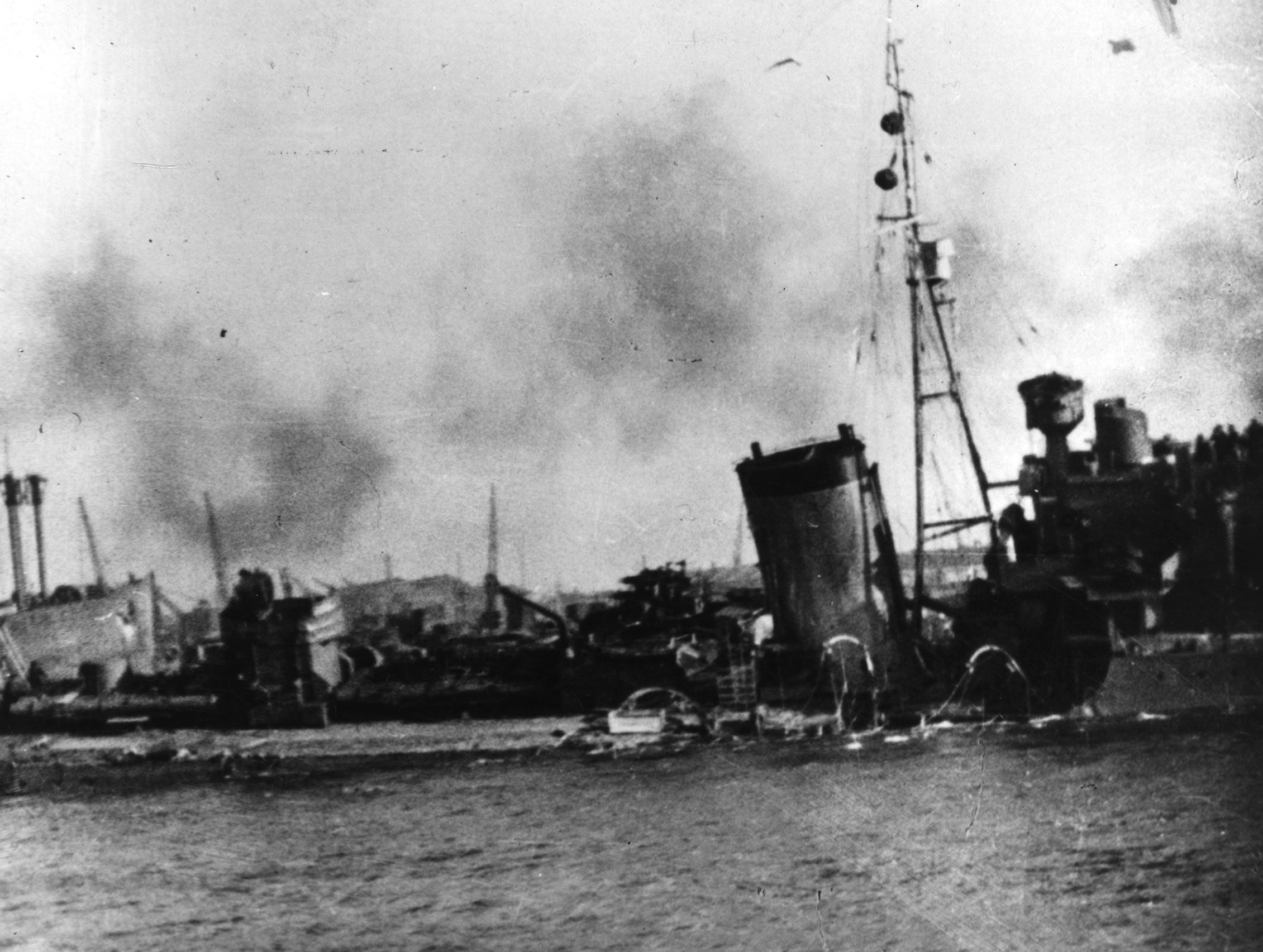
Remorquage du Kelly jusqu'à la Tyne après son torpillage par un Schnellboot allemand.

Dans la nuit du 9 mai au 10 mai 1940, pendant la campagne de Norvège, le Kelly est torpillé par le Schnellboot allemand S 31, sous le commandement de l'Oberleutnant zur See Hermann Opdenhoff, qui reçoit pour cette action la Croix de chevalier. Gravement endommagé, il est ramené par le remorqueur Great Emperor, où il subit quatre jours durant des attaques de Schnellboote et de bombardiers en naviguant à trois nœuds. Le contrôleur de la marine écrivit que le navire survécut « non seulement grâce à la bonne conduite des officiers et des hommes, mais aussi à l'excellente exécution qu'assurait l'étanchéité des autres compartiments: un seul rivet défectueux aurait pu être fatal ». De nouveau, le Kelly fut réparé et remis en service.
À son retour au chantier d'Hebburn, le navire est démonté pour y subir d'importantes réparations ; étant inapte au service actif jusqu'en décembre 1940. Ce « navire malchanceux » aura été opérationnel moins de deux semaines lors des 14 derniers mois.
Pendant cette période, son commandant, Louis Mountbatten, fut contraint de mener sa flottille de façon temporaire depuis d'autres bâtiments de la flottille ; pendant un certain temps à bord du HMS Javelin jusqu'à sa perte.
Le Kelly rejoint la 5e flottille lors de son énième retour en mission en décembre 1940, effectuant des essais de manutention et quelques entraînements dans la Manche avant de rejoindre la mer Méditerranée, arrivant à Malte en avril 1941.

### Campagne méditerranéenne

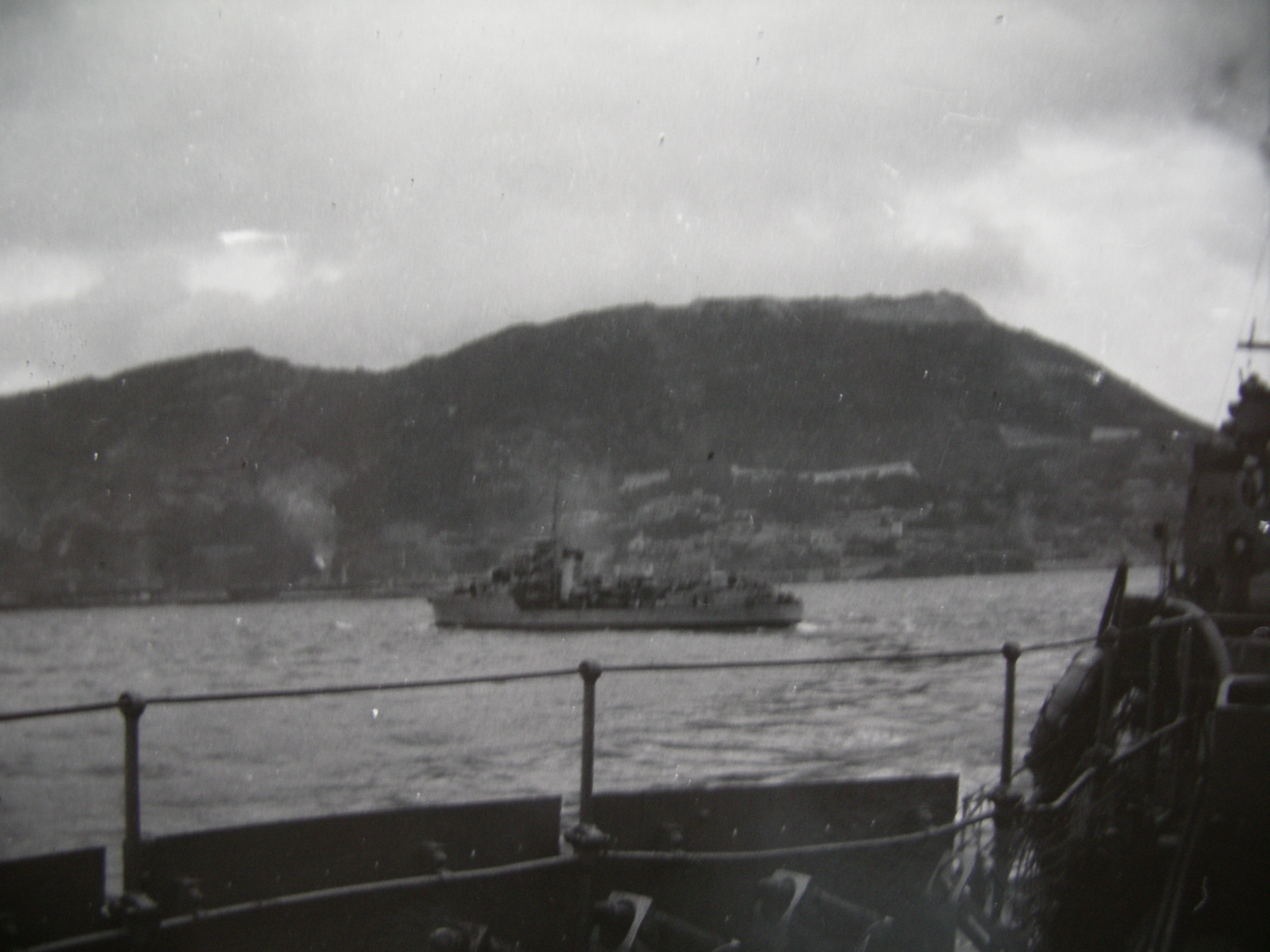
Le Kelly à Gibraltar en avril 1940.

En avril 1941, il rejoint les bâtiments Abdiel, Dido, Jackal, Jersey, Kashmir, Kelvin et Kipling à Gibraltar pour constituer la Force S, une escorte pour les renforts de la Mediterranean Fleet (Club Run). Arrivant à Malte le 28 avril, le Kelly navigue avec sa flottille pour rejoindre la Force K en vue d'attaquer les bâtiments de l'Axe en Afrique du Nord.
Le 8 mai, après la perte du HMS Jersey qui saute sur une mine, la flottille quitte Malte et rejoint les bâtiments Ajax, Dido, Orion et Perth pour escorter les convois de ravitaillement vers l'Égypte et la Grèce (opération Tiger). Le 10 mai, il conduit les destroyers pour bombarder Benghazi avant de retourner à Malte. Le 21 mai, il rejoint la Crète avec les Kashmir et Kipling où les patrouilles au nord de l'île débutent dès le lendemain.
Le 23 mai, lors de l'évacuation de la Crète, il est bombardé. Il coule avec 130 marins de son équipage. Lors de l'affrontement, le Kelly parvient à abattre trois bombardiers en piqué Junkers Ju 87, tandis qu'un autre est gravement endommagé et finit par s'écraser lors de son retour à la base. 
Les survivants furent profondément affectés par la perte de leur navire ; Mountbatten partagea leur peine et essaya de les consoler en citant notamment cette phrase : « nous n'avons pas quitté le Kelly, le Kelly nous a quittés ! ».
La devise du navire était Keep on instead of Hold on (littéralement : continuer plutôt que de tenir bon).

## Héritage

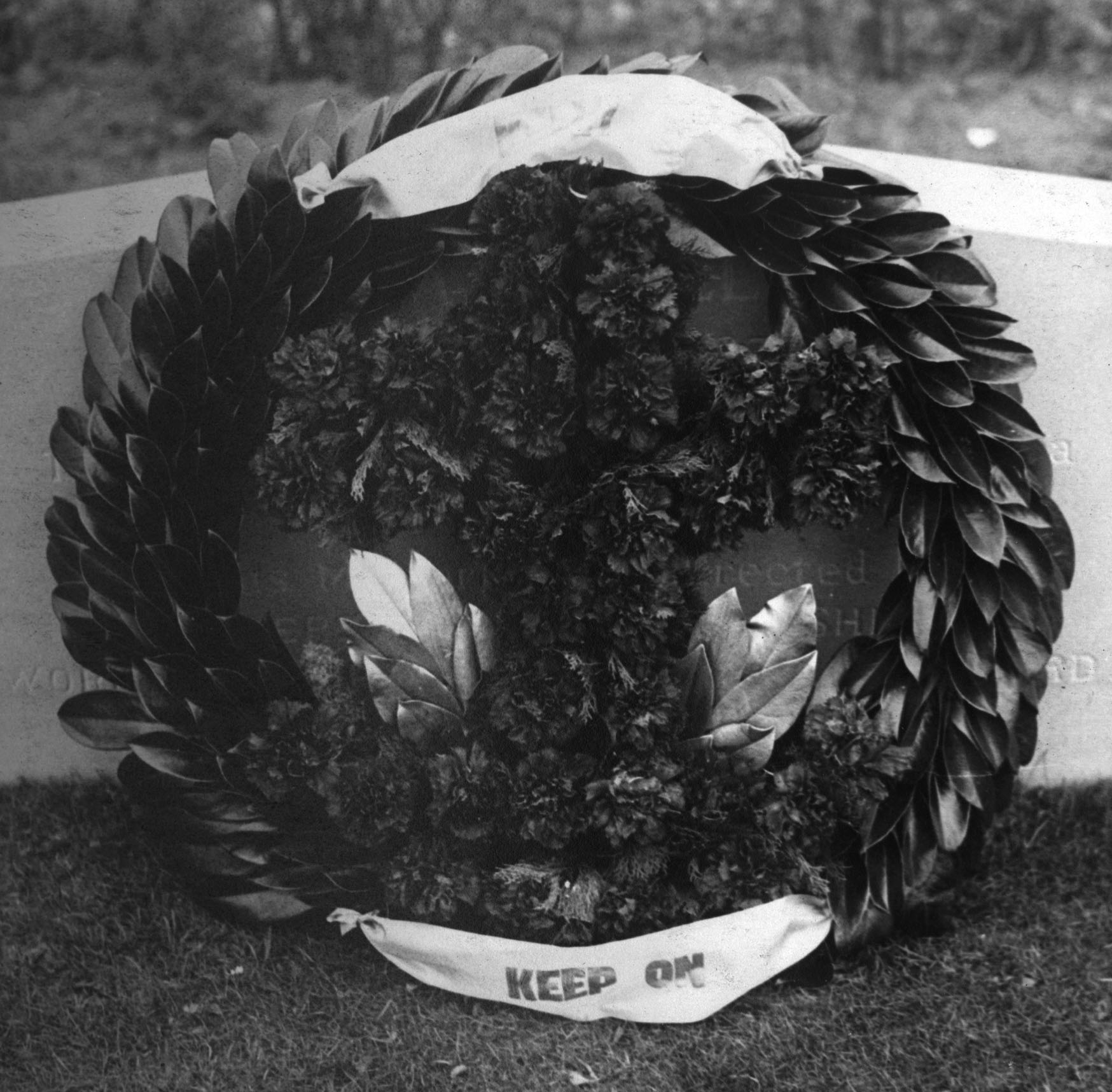
Photographie du mémorial dans le cimetière d'Hebburn dédié aux officiers et hommes du HMS Kelly ayant perdu la vie lors de la campagne de Norvège le 9 mai 1940 et lors de son naufrage au large de la Crète le 23 mai 1941.

Le film de 1942 Ceux qui servent en mer, mettant en vedette Noël Coward et John Mills et racontant l'histoire du "HMS Torrin", est basé sur la carrière du Kelly.
L'association HMS Kelly organise des réunions et des commémorations, les partisans notables de l'association incluant notamment le prince Charles de Galles et Sir John Mills,,.

## Honneurs de bataille
- Théâtre Atlantique (1939), campagne de Norvège (1940) et de Méditerranée (1941), bataille de Crète (1941).